# Tokyo Ghoul
Tokyo Ghoul (яп. 東京喰種-トーキョーグール-, то:кьо: ґу:ру, «Токійський гуль») — манґа в жанрі темне фентезі Суї Ішіди. Випускалася в сейнен-журналі Weekly Young Jump видавництва Shueisha з вересня 2011 року по вересень 2014 року і зібрана в танкобон з 14-ти томів. Приквел під назвою Tokyo Ghoul [Jack] публікувався онлайн на Jump Live в 2013 році і складається з одного тому. Сиквел під назвою Tokyo Ghoul:re випускався в Weekly Young Jump з жовтня 2014 по липень 2018, зібраний в танкобон з 16-ти томів.
2014 року манґа отримала аніме-адаптацію від студії Pierrot, прем'єра відбулася 4 липня.

## Зміст

### Сюжет Tokyo Ghoul
Кен Канекі — вісімнадцятирічний студент університету, який внаслідок нещасного випадку потрапляє до лікарні, де йому незаконно пересаджують органи одного з гулів, щоб врятувати йому життя. Для того, щоб вижити, гулям необхідно харчуватися людською плоттю, тому вони вбивають людей або знаходять тіла самогубців. Через таку пересадку органів Канекі стає лише напівгулем, але харчуватися людською плоттю йому необхідно як і всім. Канекі прагне зберегти свою людяність, намагаючись зберегти зв'язок зі світом людей, занурившись у співтовариство гулів.

### Сюжет Tokyo Ghoul √А
Tokyo Ghoul √А — другий сезон аніме-адаптації манґи від студії Pierrot з альтернативним сюжетом, що йде врозріз з манґою. Сюжет бере свій початок після битви Канекі та Яморі. Старші слідчі CCG продовжують битву з «Одноокою Совою» але програють та відступають. В цей час Канекі рятує Току від Аято і вступає з ним у бійку. Битву перериває Норо, забравши Аято. Штаб «Аоґірі» починає обвалюватися. Вибравшись звідти, Канекі говорить Тоці, що покидає «Антейку» та йде в «Аоґірі».

### Сюжет Tokyo Ghoul: re
Дія відбувається приблизно через три роки після закінчення Tokyo Ghoul √А. Після вторгнення CCG у кафе «Антейку» Канекі Кен зник. CCG створює новий загін, що складається з людей, яким вживили у тіло квінкі. Головний герой манґи, Сасакі Хайс — наставник цього загону і за сумісництвом слідчий, який займається виловом гулів або ж їхнім знищенням, разом з його помічниками Муцукі Тоору, Уріє Кукі, Шіразу Ґінші та Йонебаяші Сайко.

### Сюжет Tokyo Ghoul: re 2
До Канекі поступово почала повертатись пам'ять. Він організовує спілку "Коза", після цього виходить за Тоуку Кірішиму. Під час весілля на гулів нападають нові квінкси.

## Персонажі

### Гулі
Кен Канекі (яп. 金木 研, Канекі Кен) — головний герой, вісімнадцятирічний першокурсник, який стає наполовину гулем через пересадку органів померлого гуля, Рідзе. Після операції Канекі розуміє, що з ним відбувається щось незрозуміле: йому огидна звичайна людська їжа, тому він здогадується, що став гулем, відразу коли дізнався, що йому пересадили органи загиблої поруч з ним дівчини. Канекі намагається приховати той факт, що він напівгуль, намагаючись жити нормальним життям, але в підсумку він влаштовується офіціантом в кафе «Антейку», яке постачає гулям людську плоть котра для них є єдиним джерелом поживних речовин. Перейняв кілька характеристик Різе: ліве око гуля, підвищену регенерацію та нездатність перетравлювати звичайну для людей їжу. До тих пір, поки він не познайомився з іншими гулями, він вважав їх жорстокими істотами та думав, що якщо він не повністю гуль, але вже не людина, то йому немає місця в цьому світі. Канекі любить читати книги, зазвичай поводиться тихо і стримано. Любить довіряти незнайомцям, через що його життя часто потрапляє в небезпеку. Носить пов'язку на лівому оці, на якому проявляються його риси гуля. Після битви Аоґірі та CCG Канекі пішов з Антейку та вступив у дерево Аоґірі, з'ясувавши з якою метою він став напівгулем. У другому сезоні Tokyo Ghoul √А Канеко сказав Тоці, що йде з Антейку і переходить в Аоґірі. Після відходу став працювати разом з Аято. В Tokyo Ghoul: re живе під особистістю слідчого Сасакі Хайсе.Коли він такий, то з свого минулого нічого не памятає.Інколи, в критичних ситуаціях його свідомість захоплює Канекі Кен,але не надовго. Згодом, він повністю став керувати Сасакі. 
Сейю: Нацукі Ханае
Тоука Кірішима (яп. 霧嶋 董香, Кірішима Тоука) — головна героїня, шістнадцятирічна дівчина-гуль. Вона працює неповний робочий день в кафе «Антейку» та ходить в школу. Їй чудово вдається вливатися в людське суспільство, оскільки вона вважає важливим збереження в таємниці того факту, що вона гуль. Іноді мстива, до того ж зазвичай її дії виглядають не обдуманими та дурними. Спочатку ненавиділа Канекі, оскільки вважала, що він ніколи не зрозуміє, як бути гулем з самого народження. ЗБере на себе роль опікунки Хінамі після того, як її батьки були вбиті слідчими. Має орнітофобію (страх перед птахами).Згодом закохалася в Канекі і народила від нього дитину.
Сейю: Сора Амамія
Різе Каміширо (яп. 神代 利世, Каміширо Різе) — дівчина, з якою Канеко познайомився в кафе. Різе заманила Канекі на побачення, щоб з'їсти його, але план Рідзе провалився, коли на неї впала балка і вона померла. Її органи пересаджують Канеко, щоб врятувати йому життя, бо він сильно постраждав після нападу Рідзе. До цього інциденту Рідзе була відома як один з найсильніших та нещадних гулей. Як і Канекі, Рідзе була членом «Антейку» і дуже любила читати. У останніх серіях 4 сезону з'ясувалося що Різе повернулася до життя.
Сейю: Ханадзава Кана
Нішикі Нішио (яп. 西尾 錦, Нішио Нішикі) — другокурсник того ж університету, в якому навчається Канеко. Зарозумілий та дратівливий, не любить, коли підлітки розмовляють з ним. Не любить, коли гулі вторгаються в його місце мисливських угідь, також вороже ставиться до інших гулей. Працює офіціантом в кафе «Антейку». Дуже кохає свою дівчину, Кімі Нішина. Нішикі одинак доволі добрий та достатньо хороший боєць, гулі намагаються уникати бійки з ним навіть в групі. Як і Тоуці, Нішикі добре вдається приховувати свою особистість гуля й при цьому бути достатньо відомим в університеті.
Сейю: Шінтаро Асанума
Шу Цукіяма (яп. 月山 習, Цукіяма Шу:) — один з найбільш проблемних гулей двадцятого району, деякі гулі намагаються уникати зустрічі з ним. Відомий як «гурман» серед слідчих, які ніяк не можуть зловити його. Є частиною «ресторану гулей», відомий під псевдонімом MM. Показує себе сильним, хитрим та самовдоволеним гулем. Крім інших особливостей, Цукіяма любить модно одягатися та використовувати фрази англійською, іспанською, французькою або італійською мовою. Виглядає достатньо спортивно і знає сенс у бойових мистецтвах.Має мрію з'їсти Канекі Кена.
Сейю: Мамору Міяно
Йошимура (яп. 芳村) — менеджер кафе «Антейку» в двадцятому районі, є гулем. Насправді добра та розсудлива особа, яка допомагає гулям, нездатним самим вбивати людей для видобутку людської плоті. Переконав Канекі в тому, що його баланс між гулем та людиною є скоріше його перевагою, ніж недоліком, навчає його тонкощам, які допоможуть йому співіснувати зі звичайними людьми в суспільстві. У молодості був відомий як кузен та «одноока сова» (яп. 隻眼 の梟, секіґан но фукуро:). Є гулем SSS рангу, тобто найсильнішим гулем, на рівні зі своєю дочкою Ето.
Сейю: Такаюкі Суґо
Ута (яп. ウタ) — старий друг Рендзі та Іторі. Має власну художню студію в четвертому районі, де займається створенням масок та пов'язок для інших гулей. У нього на тілі багато татуювань та пірсингу. Також на шиї має татуювання з написом грец. NεΧ ποσσυμ ΤεΧυμ ωΙωερε, νεΧ σΙνε Τε. (в оригіналі це латинське прислів'я, написане грецькими буквами: лат. Nec possum tecum vivere, nec sine te., букв. «Не можу жити — ні з тобою, ні без тебе»).
Сейю: Такахіро Сакурай
Хінамі Фуєґучі (яп. 笛口 雛実, Фуєґучі Хінамі) — дівчинка-гуль 12-13 років. Прийшла в двадцятий район разом з матір'ю, коли її батько був убитий слідчими. Дуже сором'язлива, проте показує свою спрагу до знань, хоч їй і не дозволяють відвідувати школу. Хінамі знайомиться з Канекі в «Антейку», де він допомагає їй вивчити кілька нових кандзі. Деякий час була в нього закохана, але після розмови з 
Ето перестала його любити. Після смерті матері від руки Мадо, Хінамі починає жити разом з Тоукою. Любить того ж автора, що й Канекі-Токацукі Сен. Їй цікаві нові речі. Має загострене почуття нюху, яке в кілька разів перевищує нюх звичайних гулей. У другому сезоні вступила в Аоґірі щоб зрозуміти що трапилося з Канекі. Коли знайшла його, то виявилося, що він її не пам'ятає
Сейю: Суміре Морохосі
Іторі (яп. 霧嶋 絢都, Іторі) — стара подруга Рендзі та Ути. Її можна знайти в барі «Helter Skelter», де вона заробляє в інформаційній павутині злочинного світу. Іторі надмірно дружелюбна та балакуча. Вона любить веселитися і навіть здатна на деякі витівки. Використовує людей як маріонеток, щоб отримати необхідну їй інформацію.
Сейю: Аяхі Такаґакі
Аято Кірішима (яп. 霧嶋 絢都, Кірішима Аято) — молодший брат Токи, ріс разом з нею у двадцятому районі, але раптово зник. Потім вступає в Аоґірі, ненавидить слідчих. Зарозумілий, як і Тока, занадто жорстокий. Ненавидить свого батька, а також Канеко, бо той схожий на нього. Аято й Тока мають схожі звички та зовні схожі один на одного.
Якумо Оморі (яп. 大守 八雲, О:морі Якумо) — член Аоґірі (прізвисько Яморі/Джейсон). Ґуль-маніяк, який обожнює знущатися над слабкими ґулямі різними способами. До вступу в Аоґірі був у полоні та кожен день піддавався тортурам, але втік, убивши свого мучителя після чого отримав другу особистість яка дозволила йому вижити після тортур одного зі слідчих. Жорстоко катував Канеко, щоб зламати його, що у нього таки вийшло, але тим самим зробив гірше для себе. Володіє особливим видом каґуне — Какудзо. Переможений Канеко та убитий Судзуєю.
Сейю: Ринтаро Нісі
Татара — член Аоґірі. Заступник Одноокого Короля — лідера Аоґірі. Постійно носить маску.
Сейю: Кодзі Юса
Накі — член Аоґірі. Довгий час перебував під вартою в центрі утримання ґулей, доти поки члени Аоґірі не влаштували туди рейд. Був правою рукою Яморі, вкрай поважав його називаючи «Божественним братаном».
Одноокий Король — лідер Аоґірі, особистість якого не відома.
Ето — дочка Йошимури та член Аоґірі. Найчастіше Ето контактує зі своїм товаришем по Аоґірі — з Татарою. Її відносини з Однооким Королем невідомі але CCG вважають, що Ето і Одноокий Король — це одна й та ж особа. Крім усього іншого є письменницею під псевдонімом Такацукі Сен. Написала улюблені книги Канеко, Рідзе та Хінамі.

### Люди
Котаро Амон (яп. 亜門 鋼太朗, Амон Ко:таро:) — слідчий першого класу, полює на ґулей, друг Мадо. Володіє невичерпним почуттям справедливості, вважає своїм обов'язком зробити «невірний світ» правильним завдяки винищенню гулей, через яких діти стають сиротами, як і він сам. Любить свою роботу, часто проводить дослідження в неробочий час, а після вбивства його партнера по полюванню на гулей, Мадо, починає працювати ще сильніше, його напарником стає дочка Мадо. Наприкінці першого сезону манґи був серйозно поранений Канеко та убитий Татарою.
Сейю: Кацуюкі Конісі
Куре Мадо (яп. 真戸 呉緒, Мадо Куре) — слідчий першого класу, разом з Котаро полював на гулей. Досвідчений та безжалісний в бою, є проблемою навіть для сильних гулей. Завжди довіряє своїй інтуїції, яка його ніколи не підводила. Зрештою став одержимим ґулямі, колекціонуванням їх зброї та їх знищенням, що привело його до смерті. Мадо вистежував Хінамі, мати якої він власноруч убив, але в результаті загинув сам від каґуне Токи. Його метою було помститися ґулю «одноокій сові» за вбивство його дружини. Вважав гулей «покидьками», які лише наслідують людям, що здається йому смішним.
Сейю: Тору Окава
Хідейоші Наґачіка (яп. 永近 英良, Наґачіка Хідейоші) — найкращий друг Канекі, має прізвисько «Хідео». Спостережливий, має гостру інтуїцію: у той час, як Канеко щосили намагався приховати той факт, що він став гулем, Хідео вже здогадувався, що з його другом відбувається щось дивне. Після зникнення Канекі приєднується до угруповання, яке займається винищенням гулей, щоб дізнатися про його місцезнаходження. У підсумку він стає слідчим-новобранцем та починає працювати в команді Котаро та Акіри. Наприкінці першого сезону безслідно зникає.
Сейю: Тосиюки Тоёнага
Кімі Нішіна (яп. 永近 英良, Нішіна Кімі) — дівчина одного з гулей, Нішікі Нішіо, з яким навчається в одному університеті. Кохає його настільки, що готова померти заради нього.
Сейю: Юріе Кобори
Дзюдзо Судзуя (яп. 鈴屋 什造, Судзуя Дзю:дзо:) — слідчий першого класу (після підвищення), полює на гулей. Має андроґінну зовнішність. Сильний, відомий своїми садистськими нахилами. У минулому використовував ім'я Рей Судзуя (яп. 鈴屋 玲, Судзуя Рей). У нього є дивне захоплення: шиття на тілі, через що він виглядає страхітливо. Його минулий партнер по полюванню на ґулей — Юкінорі Шінохара. До приходу в CCG (організація по винищенню гулей) виховувався жінкою-гулем, через що у нього абсолютно відсутні поняття моралі та страху. Вона знущалася над дитиною, вважала його своєю домашньою тваринкою, одягала в сукні і зрештою каструвала його, щоб він «назавжди залишився дівчинкою».
Сейю: Ріє Кугімія
Акіра Мадо — дочка Куре Мадо, слідчий першого класу. Спочатку виступала як підпорядкована Котаро Амона, розслідуючи справу Різдзе Кімішіро. Коли вона сильно напивається то проявляє свою слабку сторону та звинувачує Амона, що через нього помер її батько. Акіра — розумна жінка, яка серйозно ставиться як до роботи, так і до повсякденного життя. Як і її батько, вона володіє розвиненою інтуїцією, що допомагає їй у розслідуваннях та визначенні, що сталося на місці події.